# Гуарне
Гуарне (исп. Guarne) — город и муниципалитет на севере Колумбии, на территории департамента Антьокия. Входит в состав субрегиона Восточная Антьокия.

## История
Поселение, из которого позднее вырос город, было основано 1 января 1757 года. Муниципалитет Гуарне был выделен в отдельную административную единицу в 1817 году.

## Географическое положение

Муниципалитет Гуарне

Город расположен в центральной части департамента, в гористой местности Центральной Кордильеры, на расстоянии приблизительно 10 километров к востоку от Медельина, административного центра департамента. Абсолютная высота — 2126 метров над уровнем моря.

Муниципалитет Гуарне граничит на севере с муниципалитетами Копакабана и Хирардота, на западе — с муниципалитетом Медельин, на юге — с муниципалитетом Рионегро, на востоке — с муниципалитетом Сан-Висенте. Площадь муниципалитета составляет 151 км².

## Население
По данным Национального административного департамента статистики Колумбии, совокупная численность населения города и муниципалитета в 2012 году составляла 45 253 человек.
Динамика численности населения муниципалитета по годам:
| 2005   | 2006   | 2007   | 2008   | 2009   | 2010   | 2011   | 2012   |
| ------ | ------ | ------ | ------ | ------ | ------ | ------ | ------ |
| 39 541 | 40 353 | 41 146 | 41 947 | 42 759 | 43 576 | 44 407 | 45 253 |

Согласно данным переписи 2005 года мужчины составляли 49,9 % от населения Гуарне, женщины — соответственно 50,1 %. В расовом отношении белые и метисы составляли 99,7 % от населения города; негры, мулаты и райсальцы — 0,3 %.
Уровень грамотности среди всего населения составлял 92,8 %.

## Экономика
Основу экономики Гуарне составляет сельскохозяйственное производство.

49,8 % от общего числа городских и муниципальных предприятий составляют предприятия торговой сферы, 28,0 % — предприятия сферы обслуживания, 21,2 % — промышленные предприятия, 1 % — предприятия иных отраслей экономики.